# 1300
Portal Geschichte | Portal Biografien | Aktuelle Ereignisse | Jahreskalender | Tagesartikel

◄ |
12. Jahrhundert |
13. Jahrhundert
| 14. Jahrhundert | ►

◄ |
1270er |
1280er |
1290er |
1300er
| 1310er | 1320er | 1330er | ►

◄◄ |
◄ |
1296 |
1297 |
1298 |
1299 |
1300
| 1301 | 1302 | 1303 | 1304 | ► | ►►
Staatsoberhäupter  · Nekrolog
| Januar | Januar | Januar | Januar | Januar | Januar | Januar | Januar |
| Kw     | Mo     | Di     | Mi     | Do     | Fr     | Sa     | So     |
| ------ | ------ | ------ | ------ | ------ | ------ | ------ | ------ |
| 53     |        |        |        |        | 1      | 2      | 3      |
| 1      | 4      | 5      | 6      | 7      | 8      | 9      | 10     |
| 2      | 11     | 12     | 13     | 14     | 15     | 16     | 17     |
| 3      | 18     | 19     | 20     | 21     | 22     | 23     | 24     |
| 4      | 25     | 26     | 27     | 28     | 29     | 30     | 31     |

| Februar | Februar | Februar | Februar | Februar | Februar | Februar | Februar |
| Kw      | Mo      | Di      | Mi      | Do      | Fr      | Sa      | So      |
| ------- | ------- | ------- | ------- | ------- | ------- | ------- | ------- |
| 5       | 1       | 2       | 3       | 4       | 5       | 6       | 7       |
| 6       | 8       | 9       | 10      | 11      | 12      | 13      | 14      |
| 7       | 15      | 16      | 17      | 18      | 19      | 20      | 21      |
| 8       | 22      | 23      | 24      | 25      | 26      | 27      | 28      |
| 9       | 29      |         |         |         |         |         |         |

| März | März | März | März | März | März | März | März |
| Kw   | Mo   | Di   | Mi   | Do   | Fr   | Sa   | So   |
| ---- | ---- | ---- | ---- | ---- | ---- | ---- | ---- |
| 9    |      | 1    | 2    | 3    | 4    | 5    | 6    |
| 10   | 7    | 8    | 9    | 10   | 11   | 12   | 13   |
| 11   | 14   | 15   | 16   | 17   | 18   | 19   | 20   |
| 12   | 21   | 22   | 23   | 24   | 25   | 26   | 27   |
| 13   | 28   | 29   | 30   | 31   |      |      |      |

| April | April | April | April | April | April | April | April |
| Kw    | Mo    | Di    | Mi    | Do    | Fr    | Sa    | So    |
| ----- | ----- | ----- | ----- | ----- | ----- | ----- | ----- |
| 13    |       |       |       |       | 1     | 2     | 3     |
| 14    | 4     | 5     | 6     | 7     | 8     | 9     | 10    |
| 15    | 11    | 12    | 13    | 14    | 15    | 16    | 17    |
| 16    | 18    | 19    | 20    | 21    | 22    | 23    | 24    |
| 17    | 25    | 26    | 27    | 28    | 29    | 30    |       |

| Mai | Mai | Mai | Mai | Mai | Mai | Mai | Mai |
| Kw  | Mo  | Di  | Mi  | Do  | Fr  | Sa  | So  |
| --- | --- | --- | --- | --- | --- | --- | --- |
| 17  |     |     |     |     |     |     | 1   |
| 18  | 2   | 3   | 4   | 5   | 6   | 7   | 8   |
| 19  | 9   | 10  | 11  | 12  | 13  | 14  | 15  |
| 20  | 16  | 17  | 18  | 19  | 20  | 21  | 22  |
| 21  | 23  | 24  | 25  | 26  | 27  | 28  | 29  |
| 22  | 30  | 31  |     |     |     |     |     |

| Juni | Juni | Juni | Juni | Juni | Juni | Juni | Juni |
| Kw   | Mo   | Di   | Mi   | Do   | Fr   | Sa   | So   |
| ---- | ---- | ---- | ---- | ---- | ---- | ---- | ---- |
| 22   |      |      | 1    | 2    | 3    | 4    | 5    |
| 23   | 6    | 7    | 8    | 9    | 10   | 11   | 12   |
| 24   | 13   | 14   | 15   | 16   | 17   | 18   | 19   |
| 25   | 20   | 21   | 22   | 23   | 24   | 25   | 26   |
| 26   | 27   | 28   | 29   | 30   |      |      |      |

| Juli | Juli | Juli | Juli | Juli | Juli | Juli | Juli |
| Kw   | Mo   | Di   | Mi   | Do   | Fr   | Sa   | So   |
| ---- | ---- | ---- | ---- | ---- | ---- | ---- | ---- |
| 26   |      |      |      |      | 1    | 2    | 3    |
| 27   | 4    | 5    | 6    | 7    | 8    | 9    | 10   |
| 28   | 11   | 12   | 13   | 14   | 15   | 16   | 17   |
| 29   | 18   | 19   | 20   | 21   | 22   | 23   | 24   |
| 30   | 25   | 26   | 27   | 28   | 29   | 30   | 31   |

| August | August | August | August | August | August | August | August |
| Kw     | Mo     | Di     | Mi     | Do     | Fr     | Sa     | So     |
| ------ | ------ | ------ | ------ | ------ | ------ | ------ | ------ |
| 31     | 1      | 2      | 3      | 4      | 5      | 6      | 7      |
| 32     | 8      | 9      | 10     | 11     | 12     | 13     | 14     |
| 33     | 15     | 16     | 17     | 18     | 19     | 20     | 21     |
| 34     | 22     | 23     | 24     | 25     | 26     | 27     | 28     |
| 35     | 29     | 30     | 31     |        |        |        |        |

| September | September | September | September | September | September | September | September |
| Kw        | Mo        | Di        | Mi        | Do        | Fr        | Sa        | So        |
| --------- | --------- | --------- | --------- | --------- | --------- | --------- | --------- |
| 35        |           |           |           | 1         | 2         | 3         | 4         |
| 36        | 5         | 6         | 7         | 8         | 9         | 10        | 11        |
| 37        | 12        | 13        | 14        | 15        | 16        | 17        | 18        |
| 38        | 19        | 20        | 21        | 22        | 23        | 24        | 25        |
| 39        | 26        | 27        | 28        | 29        | 30        |           |           |

| Oktober | Oktober | Oktober | Oktober | Oktober | Oktober | Oktober | Oktober |
| Kw      | Mo      | Di      | Mi      | Do      | Fr      | Sa      | So      |
| ------- | ------- | ------- | ------- | ------- | ------- | ------- | ------- |
| 39      |         |         |         |         |         | 1       | 2       |
| 40      | 3       | 4       | 5       | 6       | 7       | 8       | 9       |
| 41      | 10      | 11      | 12      | 13      | 14      | 15      | 16      |
| 42      | 17      | 18      | 19      | 20      | 21      | 22      | 23      |
| 43      | 24      | 25      | 26      | 27      | 28      | 29      | 30      |
| 44      | 31      |         |         |         |         |         |         |

| November | November | November | November | November | November | November | November |
| Kw       | Mo       | Di       | Mi       | Do       | Fr       | Sa       | So       |
| -------- | -------- | -------- | -------- | -------- | -------- | -------- | -------- |
| 44       |          | 1        | 2        | 3        | 4        | 5        | 6        |
| 45       | 7        | 8        | 9        | 10       | 11       | 12       | 13       |
| 46       | 14       | 15       | 16       | 17       | 18       | 19       | 20       |
| 47       | 21       | 22       | 23       | 24       | 25       | 26       | 27       |
| 48       | 28       | 29       | 30       |          |          |          |          |

| Dezember | Dezember | Dezember | Dezember | Dezember | Dezember | Dezember | Dezember |
| Kw       | Mo       | Di       | Mi       | Do       | Fr       | Sa       | So       |
| -------- | -------- | -------- | -------- | -------- | -------- | -------- | -------- |
| 48       |          |          |          | 1        | 2        | 3        | 4        |
| 49       | 5        | 6        | 7        | 8        | 9        | 10       | 11       |
| 50       | 12       | 13       | 14       | 15       | 16       | 17       | 18       |
| 51       | 19       | 20       | 21       | 22       | 23       | 24       | 25       |
| 52       | 26       | 27       | 28       | 29       | 30       | 31       |          |

| Januar | Januar | Januar | Januar | Januar | Januar | Januar | Januar |
| Kw     | Mo     | Di     | Mi     | Do     | Fr     | Sa     | So     |
| ------ | ------ | ------ | ------ | ------ | ------ | ------ | ------ |
| 53     |        |        |        |        | 1      | 2      | 3      |
| 1      | 4      | 5      | 6      | 7      | 8      | 9      | 10     |
| 2      | 11     | 12     | 13     | 14     | 15     | 16     | 17     |
| 3      | 18     | 19     | 20     | 21     | 22     | 23     | 24     |
| 4      | 25     | 26     | 27     | 28     | 29     | 30     | 31     |

| Februar | Februar | Februar | Februar | Februar | Februar | Februar | Februar |
| Kw      | Mo      | Di      | Mi      | Do      | Fr      | Sa      | So      |
| ------- | ------- | ------- | ------- | ------- | ------- | ------- | ------- |
| 5       | 1       | 2       | 3       | 4       | 5       | 6       | 7       |
| 6       | 8       | 9       | 10      | 11      | 12      | 13      | 14      |
| 7       | 15      | 16      | 17      | 18      | 19      | 20      | 21      |
| 8       | 22      | 23      | 24      | 25      | 26      | 27      | 28      |
| 9       | 29      |         |         |         |         |         |         |

| März | März | März | März | März | März | März | März |
| Kw   | Mo   | Di   | Mi   | Do   | Fr   | Sa   | So   |
| ---- | ---- | ---- | ---- | ---- | ---- | ---- | ---- |
| 9    |      | 1    | 2    | 3    | 4    | 5    | 6    |
| 10   | 7    | 8    | 9    | 10   | 11   | 12   | 13   |
| 11   | 14   | 15   | 16   | 17   | 18   | 19   | 20   |
| 12   | 21   | 22   | 23   | 24   | 25   | 26   | 27   |
| 13   | 28   | 29   | 30   | 31   |      |      |      |

| April | April | April | April | April | April | April | April |
| Kw    | Mo    | Di    | Mi    | Do    | Fr    | Sa    | So    |
| ----- | ----- | ----- | ----- | ----- | ----- | ----- | ----- |
| 13    |       |       |       |       | 1     | 2     | 3     |
| 14    | 4     | 5     | 6     | 7     | 8     | 9     | 10    |
| 15    | 11    | 12    | 13    | 14    | 15    | 16    | 17    |
| 16    | 18    | 19    | 20    | 21    | 22    | 23    | 24    |
| 17    | 25    | 26    | 27    | 28    | 29    | 30    |       |

| Mai | Mai | Mai | Mai | Mai | Mai | Mai | Mai |
| Kw  | Mo  | Di  | Mi  | Do  | Fr  | Sa  | So  |
| --- | --- | --- | --- | --- | --- | --- | --- |
| 17  |     |     |     |     |     |     | 1   |
| 18  | 2   | 3   | 4   | 5   | 6   | 7   | 8   |
| 19  | 9   | 10  | 11  | 12  | 13  | 14  | 15  |
| 20  | 16  | 17  | 18  | 19  | 20  | 21  | 22  |
| 21  | 23  | 24  | 25  | 26  | 27  | 28  | 29  |
| 22  | 30  | 31  |     |     |     |     |     |

| Juni | Juni | Juni | Juni | Juni | Juni | Juni | Juni |
| Kw   | Mo   | Di   | Mi   | Do   | Fr   | Sa   | So   |
| ---- | ---- | ---- | ---- | ---- | ---- | ---- | ---- |
| 22   |      |      | 1    | 2    | 3    | 4    | 5    |
| 23   | 6    | 7    | 8    | 9    | 10   | 11   | 12   |
| 24   | 13   | 14   | 15   | 16   | 17   | 18   | 19   |
| 25   | 20   | 21   | 22   | 23   | 24   | 25   | 26   |
| 26   | 27   | 28   | 29   | 30   |      |      |      |

| Juli | Juli | Juli | Juli | Juli | Juli | Juli | Juli |
| Kw   | Mo   | Di   | Mi   | Do   | Fr   | Sa   | So   |
| ---- | ---- | ---- | ---- | ---- | ---- | ---- | ---- |
| 26   |      |      |      |      | 1    | 2    | 3    |
| 27   | 4    | 5    | 6    | 7    | 8    | 9    | 10   |
| 28   | 11   | 12   | 13   | 14   | 15   | 16   | 17   |
| 29   | 18   | 19   | 20   | 21   | 22   | 23   | 24   |
| 30   | 25   | 26   | 27   | 28   | 29   | 30   | 31   |

| August | August | August | August | August | August | August | August |
| Kw     | Mo     | Di     | Mi     | Do     | Fr     | Sa     | So     |
| ------ | ------ | ------ | ------ | ------ | ------ | ------ | ------ |
| 31     | 1      | 2      | 3      | 4      | 5      | 6      | 7      |
| 32     | 8      | 9      | 10     | 11     | 12     | 13     | 14     |
| 33     | 15     | 16     | 17     | 18     | 19     | 20     | 21     |
| 34     | 22     | 23     | 24     | 25     | 26     | 27     | 28     |
| 35     | 29     | 30     | 31     |        |        |        |        |

| September | September | September | September | September | September | September | September |
| Kw        | Mo        | Di        | Mi        | Do        | Fr        | Sa        | So        |
| --------- | --------- | --------- | --------- | --------- | --------- | --------- | --------- |
| 35        |           |           |           | 1         | 2         | 3         | 4         |
| 36        | 5         | 6         | 7         | 8         | 9         | 10        | 11        |
| 37        | 12        | 13        | 14        | 15        | 16        | 17        | 18        |
| 38        | 19        | 20        | 21        | 22        | 23        | 24        | 25        |
| 39        | 26        | 27        | 28        | 29        | 30        |           |           |

| Oktober | Oktober | Oktober | Oktober | Oktober | Oktober | Oktober | Oktober |
| Kw      | Mo      | Di      | Mi      | Do      | Fr      | Sa      | So      |
| ------- | ------- | ------- | ------- | ------- | ------- | ------- | ------- |
| 39      |         |         |         |         |         | 1       | 2       |
| 40      | 3       | 4       | 5       | 6       | 7       | 8       | 9       |
| 41      | 10      | 11      | 12      | 13      | 14      | 15      | 16      |
| 42      | 17      | 18      | 19      | 20      | 21      | 22      | 23      |
| 43      | 24      | 25      | 26      | 27      | 28      | 29      | 30      |
| 44      | 31      |         |         |         |         |         |         |

| November | November | November | November | November | November | November | November |
| Kw       | Mo       | Di       | Mi       | Do       | Fr       | Sa       | So       |
| -------- | -------- | -------- | -------- | -------- | -------- | -------- | -------- |
| 44       |          | 1        | 2        | 3        | 4        | 5        | 6        |
| 45       | 7        | 8        | 9        | 10       | 11       | 12       | 13       |
| 46       | 14       | 15       | 16       | 17       | 18       | 19       | 20       |
| 47       | 21       | 22       | 23       | 24       | 25       | 26       | 27       |
| 48       | 28       | 29       | 30       |          |          |          |          |

| Dezember | Dezember | Dezember | Dezember | Dezember | Dezember | Dezember | Dezember |
| Kw       | Mo       | Di       | Mi       | Do       | Fr       | Sa       | So       |
| -------- | -------- | -------- | -------- | -------- | -------- | -------- | -------- |
| 48       |          |          |          | 1        | 2        | 3        | 4        |
| 49       | 5        | 6        | 7        | 8        | 9        | 10       | 11       |
| 50       | 12       | 13       | 14       | 15       | 16       | 17       | 18       |
| 51       | 19       | 20       | 21       | 22       | 23       | 24       | 25       |
| 52       | 26       | 27       | 28       | 29       | 30       | 31       |          |

## Ereignisse

### Politik und Weltgeschehen

#### Heiliges Römisches Reich
- Oktober: Die Erzbischöfe von Köln, Mainz und Trier sowie der Pfalzgraf bei Rhein verbünden sich im ‚Heimbacher Kurverein‘ (s. Belagerung von Bensheim) gegen König Albrecht I. mit dem Ziel seiner Absetzung.
- Der böhmische König Wenzel II. wird als Wenzel I. auch König von Polen.

#### England
- um 1300: Das englische Königreich unter Eduard I. entwickelt sich in noch ausgeprägterer Weise als Frankreich zu einem Ständestaat, in dem neben der monarchischen Spitze die Ständevertretung einen beachtlichen Einfluss auf die Regierungstätigkeit ausübt.

#### Asien
- Die Osmanen beginnen damit, Kleinasien zu unterwerfen.

#### Stadtrechte, urkundliche Ersterwähnungen, Bevölkerungszahlen
- Lich, Lichtenau (Baden), Moers und Wittlich bekommen Stadtrechte verliehen.
- Erste urkundliche Erwähnung von Dittingen, Iznang, Krattigen, Niebelsbach, Tairnbach, Reutigen und Unterheimbach.
- Venedig zählt etwa 100.000 Einwohner.
- In Mittel- und Westeuropa (Deutschland, England, Frankreich) steigt die Bevölkerung seit dem Jahr 1000 von etwa 12 Millionen auf jetzt ca. 36 Millionen an. Für ganz Europa wird die Bevölkerung auf 60 bis 70 Millionen geschätzt.
- Bilbao im heutigen spanischen Teil des Baskenlandes wurde am 15. Juni 1300 gegründet.

### Wirtschaft
- In Kuttenberg wird erstmals der Prager Groschen geprägt.
- um 1300: Die Messen zu Brügge (Stapelplatz für englische Wolle), Antwerpen, Lyon und Genf gewinnen stark an Bedeutung.
- um 1300: Ypern entwickelt sich in scharfer Konkurrenz mit den anderen Städten Flanderns zu einer der einwohnerreichsten Städte Europas.
- ab 1300: Mit dem ersten Bau von Hüttenöfen, die eine ferne Ähnlichkeit mit Hochöfen haben, gelingt in Europa die Gusseisenerzeugung.
- um 1300: In vielen Städten des Mittelalters werden Dirnen zu Zünften zusammengeschlossen.

### Wissenschaft und Technik
- bis 1300: Wassergetriebene Gebläse, Trittwebstuhl
- um 1300: An Höfen und in Städten bildet sich ein Apothekerstand in Deutschland.
- um 1300: Brillenherstellung in Italien (s. Venedig): Der Dominikaner Giordano da Rivalto erwähnt in diesem Jahr in einer Predigt in Florenz: „Es ist noch nicht zwanzig Jahre her (1280), dass die Kunst der Verfertigung von Brillen, die besseres Sehen vermitteln, eine der nützlichsten Künste der Welt, erfunden wurde. Ich habe selbst denjenigen gesehen, der sie erfunden und zuerst fertigte, und mich mit ihm unterhalten.“
- um 1300: Arnaldus de Villanova gewinnt durch Destillation von Wein erstmals weitgehend reines Ethanol.
- um 1300: Der Wasserturm Luzern, heute ein Teil der Kapellbrücke in Luzern, wird errichtet.

### Kultur
- Die Universität Lleida (s. Lleida) wird zwischen 1297 und 1301 gegründet.
- Funde von Hunderten von Holzklötzchen auf dem Boden einer Tempelhöhle, die auf dieses Jahr datiert werden, zeigen, dass auch bei den Uiguren bereits mit beweglichen Lettern gedruckt wurde.
- Giotto führt aufgrund der Jubiläumsfeiern (s. u.) Fresken in der Loggia des Lateranpalastes in Rom aus.
- Hugo von Trimberg vollendet das größte Lehrgedicht seiner Zeit (mehr als 24.000 Verse), „Der Renner“.
- Dante ist einer der sechs Priori in Florenz.
- um 1300: Am Kölner Dom dürfte der Hochchor mit seinem reichen Strebewerk baulich vollendet sein.
- um 1300: Die Mainauer Naturlehre, ein Versuch, das naturwissenschaftliche Wissen der Zeit in deutscher Prosa zusammenzufassen, entsteht (s. Weblinks).
- um 1300: Die Manessische Liederhandschrift entsteht.
- um 1300: Der Codex Vindobonensis 2696 entsteht.
- um 1300: Das Naglersche Fragment entsteht.

### Religion
- 22. Februar: Papst Bonifatius VIII. ruft in Rom von der Loggia des Lateran herab das erste Heilige Jahr aus, das am Weihnachtsfest des Jahres 1300 beginnt. In der päpstlichen Bulle Antiquorum habet fida relatio wird festgelegt, dass allen Römern, die die Basiliken St. Peter und St. Paul dreißigmal, und allen auswärtigen Pilgern, die diese Stätten fünfzehnmal besuchen, ein vollkommener Ablass gewährt wird. Die fünffache Menge der üblichen Pilger kommt in diesem Jahr nach Rom (insgesamt 200.000 nach Angabe des Chronisten Giovanni Villani), sodass sich der Papst gezwungen sieht, eine Regelung für die Nutzung der Engelsbrücke vorzugeben: die Pilger haben Linksverkehr einzuhalten. Die Stadt leidet durch den großen Ansturm der Pilger an zwei Hungersnöten, eine im späten Frühjahr, eine im Herbst.
- Pfingsten: Auf dem Generalkapitel der Dominikaner in Marseille wird beschlossen, dass alle Konventsprioren der Provinz Teutonia von ihren Ämtern absolviert werden. Sollte Meister Eckhart nach 1298 noch Prior des Erfurter Konvents geblieben sein, so muss er spätestens jetzt dieses Amt abgeben.
- 18. Juli: Gerardo Segarelli, der Stifter der kirchenkritischen Apostelbrüder, wird wegen Häresie in Parma auf dem Scheiterhaufen verbrannt. In mehreren Sendschreiben erklärt sich daraufhin Fra Dolcino zum neuen Anführer der Bewegung.
- Friedrich I. Man von Honstädt wird Bischof von Verden.
- Johannes von Paris, Mitglied des Dominikanerkonvents Saint-Jacques in Paris, schreibt Über den Antichrist und (ab 1300) Über die Ankunft Christi.
- Nikolaus von Lyra tritt etwa 30-jährig in den Orden der Franziskaner ein.
- Nach der Verbrennung des Begründers der Apostelbrüder, Gerardo Segarelli, übernimmt Fra Dolcino deren Führung. In zwei 1300 und 1303 verfassten Sendschreiben kündigt er eine unmittelbar bevorstehende Vernichtung der verderbten, zur „babylonischen Hure“ gewordenen Kirche an.
- König Philipp IV. ermöglicht dem Orden der Cölestiner eine neue Heimstatt in Frankreich.
- um 1300: Johann von Jandun ist das geistige Haupt des lateinischen Averroismus an der Universität Paris, der die arabische Aristotelesinterpretation des Averroes übernimmt. Einer seiner Schüler ist Marsilius von Padua.
- um 1300: In ganz Europa gibt es etwa 700 Männer- und vielleicht noch mehr Frauenklöster der Zisterzienser.
- um 1300: Der Dominikanerorden verfügt über ca. 10.000 Brüder in über 550 Konventen.
- um 1300: Der Franziskanerorden zählt etwa 30.000 Mitglieder. In jeder größeren europäischen Stadt gibt es einen Konvent.
- nach 1300: Wilhelm von Paris (s. 1299), ebenfalls Mitglied von Saint-Jacques, verfasst ein katechetisches Handbuch Dialogus de septem sacramentis, das weite Verbreitung findet.

## Historische Karten und Ansichten

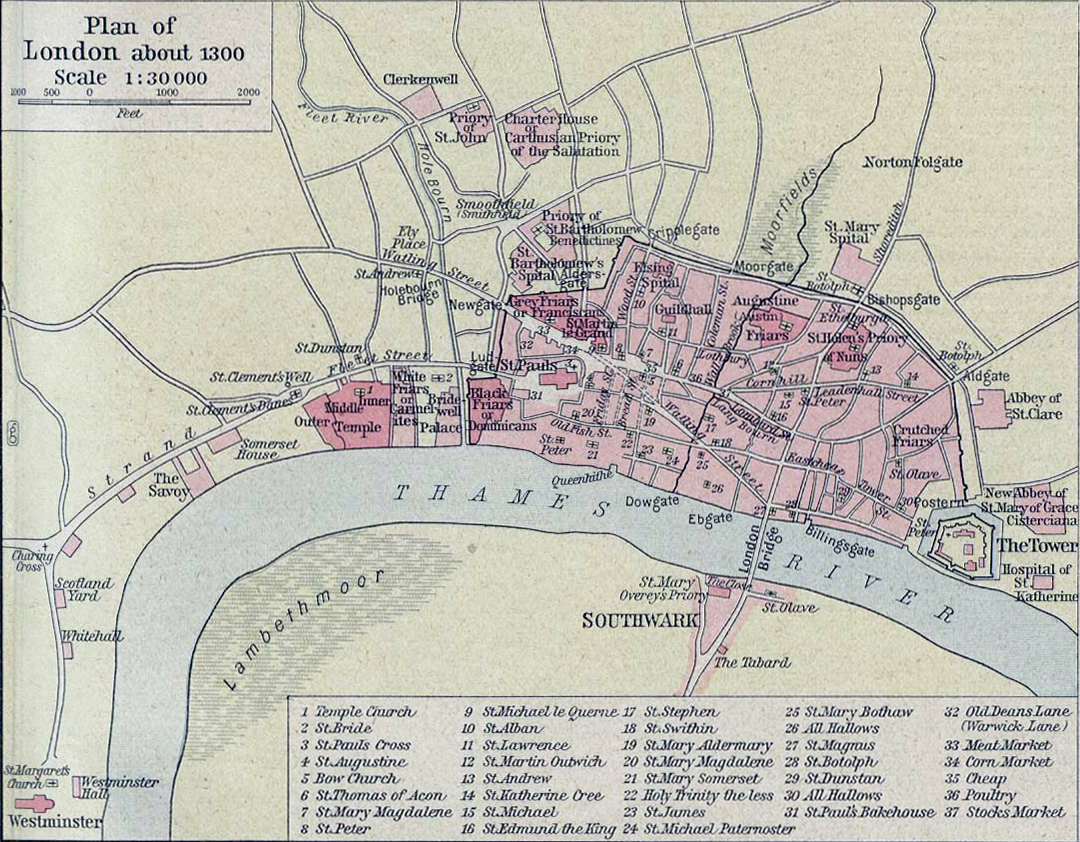
Ausdehnung Londons 1300

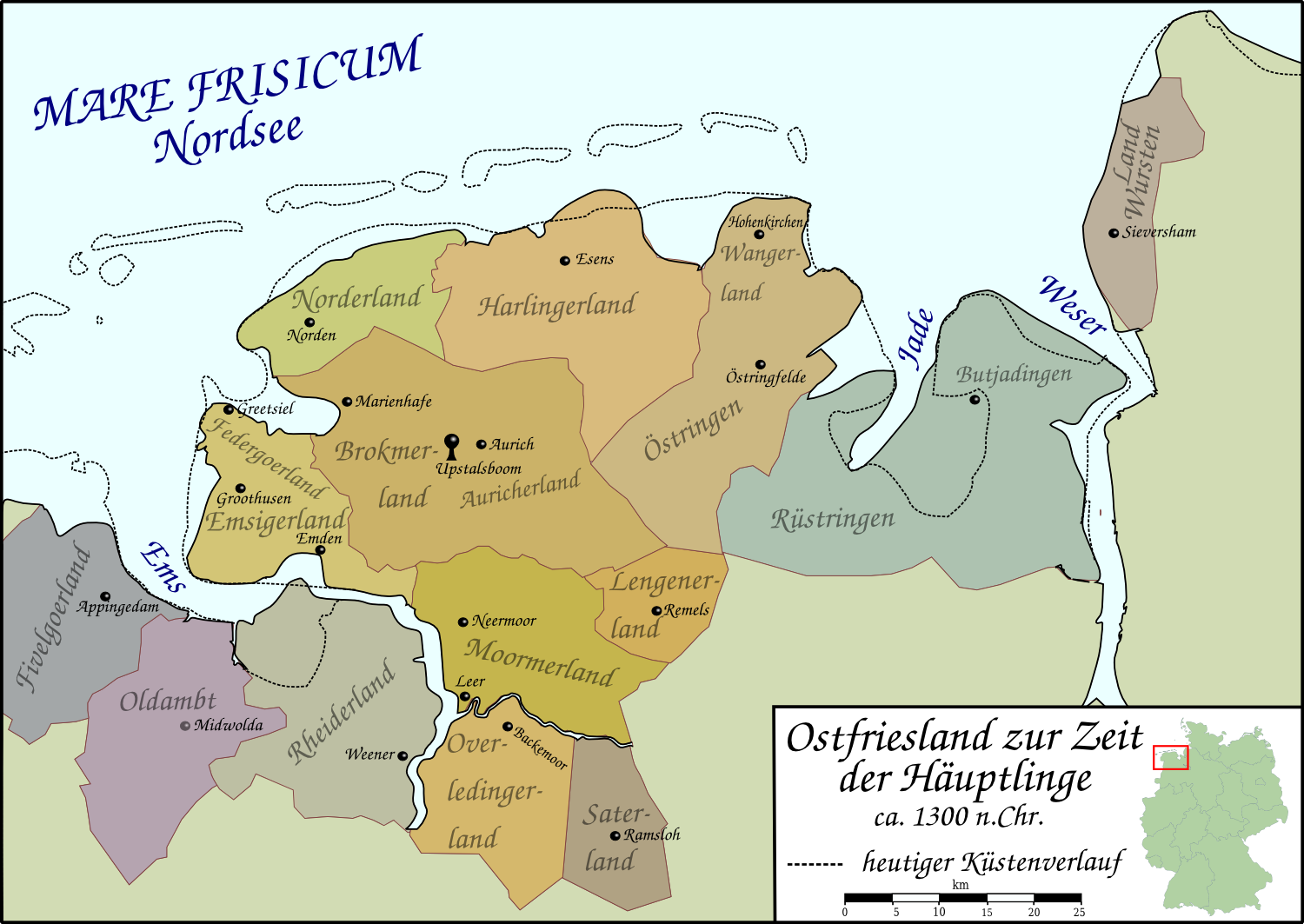
Ostfriesland zur Zeit der Häuptlinge um 1300

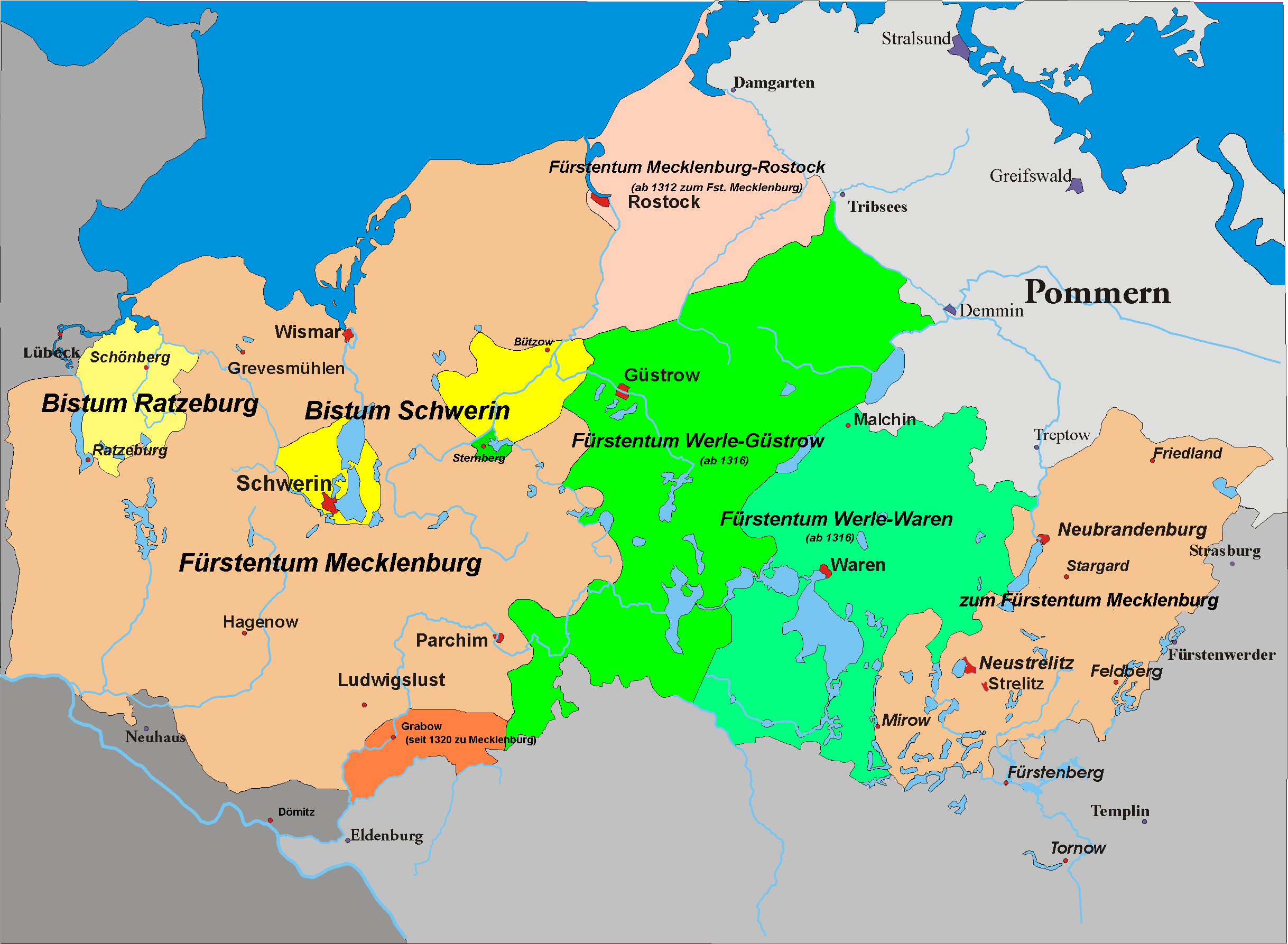
Die Fürstentümer Mecklenburg und Werle um 1300

## Geboren

### Geburtsdatum gesichert
- 1. Juni: Thomas of Brotherton, Sohn von Eduard I. von England († 1338)
- 27. September: Adolf, Graf von der Pfalz († 1327)
- 29. Oktober: John Grey, englischer Adeliger, Militär und Höfling († 1359)

### Genaues Geburtsdatum unbekannt
- Januar oder Februar: Roger de Clifford, englischer Magnat und Rebell († 1322)
- Arnaud de Cervole, berüchtigter französischer Brigant während des Hundertjährigen Krieges († 1366)
- Heinrich, Markgraf von Hachberg-Sausenberg († 1318)
- Jeanne de Belleville, Piratin († 1359)
- Johann III., Herzog von Brabant und Limburg († 1355)
- Johannes Gobi, christlicher Autor († 1350)
- John Mercer, schottischer Händler, Finanzier und Politiker († 1379/1380)
- Johanna von Pfirt, Herzogin von Österreich († 1351)
- Qutugku Khan, Kaiser von China († 1329)
- Robert, Pfalzgraf von Burgund († 1315)
- Loretta von Sponheim, Gräfin († 1346)

### Geboren um 1300
- Johannes Buridan, französischer Philosoph, Physiker und Logiker († kurz nach 1358)
- John de Clinton, englischer Adeliger und Politiker († 1335)
- Matteo Giovannetti, italienischer Maler († nach 1369)
- Ernst von Pardubitz, tschechischer Geistlicher, Politiker und Erzbischof von Prag († 1364)
- Heinrich Truchsess von Diessenhofen, Kleriker und Chronist († 1376)
- Jordan von Quedlinburg, deutscher Augustiner, Schriftsteller und Prediger († 1380) (s. Weblinks)
- Margaret Wake, englische Adelige († 1349)
- 1300/1305: Guillaume de Machault, französischer Komponist und Dichter († 1377)

## Gestorben

### Erstes Halbjahr
- 1. Januar: Giacomo Tomassi-Caetani, Kardinal der katholischen Kirche
- 5. Januar: Wok I. von Krumau, böhmischer Adeliger
- Februar: Munio von Zamora, spanischer Dominikaner und Bischof von Palencia (* 1237)
- um den 10. April: John Wake, 1. Baron Wake, englischer Adeliger (* 1268)

### Zweites Halbjahr
- 18. Juli: Gerardo Segarelli, italienischer Sektenführer, Gründer der Apostelbrüder, als Häretiker verbrannt (* um 1240)
- 15. September: Konrad von Braunschweig-Lüneburg, Bischof von Verden
- vor dem 25. September: Edmund, englischer Magnat (* 1249)
- 1. November: Ulrich I. von Falkenstein,  Adeliger
- 2. November: Bertho III. von Mackenzell, Fürstabt des Klosters Fulda (* um 1240)
- November/Dezember: Johann von Montfort-Castres, französischer Adeliger, Graf von Squillace, sowie Herr von Castres, La Ferté-Alais und Bréthencourt
- um den 4. Dezember: Albrecht III., Markgraf von Brandenburg (* um 1250)
- vor dem 19. Dezember: Johannes von Schwerin, Erzbischof von Riga

### Genaues Todesdatum unbekannt
- Guido Cavalcanti, italienischer Dichter (* um 1255)
- Gottfried von Cremon, Lübecker Ratsherr
- Marquard Hildemar, Bürgermeister der Hansestadt Lübeck
- Johann I., Burggraf von Nürnberg (* um 1279)
- Petrus, Bischof von Cammin
- Hinrich Steneke, Bürgermeister der Hansestadt Lübeck
- Trần Hưng Đạo, vietnamesischer General (* um 1228)
- Tschaka Nogai, mongolischer Fürst und Zar von Bulgarien